# 이십사시
이십사시(二十四時)는 십이시의 간격을 반으로 줄여서 하루를 스물 네 시로 나눈 시간이다. 각 시에 24방위의 이름을 쓰며 자정(0시)을 가운데로 하는 한 시간 동안(23:30~다음날 00:30에 해당)을 자(子)시로 하고 이후 한 시간씩을 각각 계(癸)·축(丑)·간(艮)·인(寅)·갑(甲)·묘(卯)·을(乙)·진(辰)·손(巽)·사(巳)·병(丙)·오(午)·정(丁)·미(未)·곤(坤)·신(申)·경(庚)·유(酉)·신(辛)·술(戌)·건(乾)·해(亥)·임(壬)시로 부른다.
이십사시 중 십이시 사이에 새로 끼워넣은 계·간·갑·을·손·병·정·곤·경·신·건·임시를 간시(間時)라고 한다.
십이시와 마찬가지로 이십사시도 지방시를 기준으로 하기 때문에 옛 기록의 이십사시를 현대 표준시 기준으로 환산하려면 해당 지방의 경도와 표준 자오선과의 차이를 고려해야 한다. 동경 127.5도인 지점이라면 현용 한국 표준시의 표준 자오선인 동경 135도와의 차이가 7.5도이므로 30분 차이를 고려하면 해당 지방의 자시(이십사시의 자시)는 한국 표준시 0시부터 1시까지이다. 서울의 경우 도심부가 대략 동경 127도이므로 표준시와 지방시의 차이는 약 34분이다. 만약 보다 정밀하게 시간을 계산해야 할 경우 지구의 타원 공전 궤도에 의한 시태양시와 평균 태양시 사이의 오차(균시차), 세차 운동에 의한 자전축 변화, 평균 태양시와 항성시의 차이(옛 기록이 항성시에 의한 것일 경우) 등을 고려해야 한다.

## 같이 보기
- 십이시
- 십이지
- 이십사방위
- 24시간제